# Zlatá hokejka
Zlatá hokejka (slovensko: Zlata hokejska palica) je nagrada za najboljšega češkega hokejista leta, ki je bila prvič podeljena leta 1969. Do leta 1993 je nagrado prejel najboljši češkoslovaški hokejist leta. Največkrat je nagrado osvojil Jaromír Jágr, dvanajstkrat, šestkrat jo je osvojil David Pastrňák, petkrat Dominik Hašek, štirikrat Vladimír Martinec, trikrat pa Milan Nový. 

## Dobitniki

### Večkratni
| Št | Hokejist          | Leta                                                                   |
| -- | ----------------- | ---------------------------------------------------------------------- |
| 12 | Jaromír Jágr      | 1995, 1996, 1999, 2000, 2002, 2005, 2006, 2007, 2008, 2011, 2014, 2016 |
| 6  | David Pastrňák    | 2017, 2018, 2019, 2020, 2021, 2023                                     |
| 5  | Dominik Hašek     | 1987, 1989, 1990, 1997, 1998                                           |
| 4  | Vladimír Martinec | 1973, 1975, 1976, 1979                                                 |
| 3  | Milan Nový        | 1977, 1981, 1982                                                       |

### Po letih
| Leto | Hokejist (klub)                         |
| ---- | --------------------------------------- |
| 1969 | Jan Suchý (Dukla Jihlava)               |
| 1970 | Jan Suchý (Dukla Jihlava)               |
| 1971 | František Pospíšil (HC Kladno)          |
| 1972 | František Pospíšil (HC Kladno)          |
| 1973 | Vladimír Martinec (HC Pardubice)        |
| 1974 | Jiří Holeček (Sparta Praga)             |
| 1975 | Vladimír Martinec (HC Pardubice)        |
| 1976 | Vladimír Martinec (HC Pardubice)        |
| 1977 | Milan Nový (HC Kladno)                  |
| 1978 | Ivan Hlinka (HC Litvínov)               |
| 1979 | Vladimír Martinec (HC Pardubice)        |
| 1980 | Peter Šťastný (Slovan Bratislava)       |
| 1981 | Milan Nový (HC Kladno)                  |
| 1982 | Milan Nový (HC Kladno)                  |
| 1983 | Vincent Lukáč (HC Košice)               |
| 1984 | Igor Liba (HC Košice)                   |
| 1985 | Jiří Králík (TJ Gottwaldov)             |
| 1986 | Vladimír Růžička (CHZ Litvínov)         |
| 1987 | Dominik Hašek (HC Pardubice)            |
| 1988 | Vladimír Růžička (HC Litvínov)          |
| 1989 | Dominik Hašek (HC Pardubice)            |
| 1990 | Dominik Hašek (HC Pardubice)            |
| 1991 | Bedřich Ščerban (Dukla Jihlava)         |
| 1992 | Róbert Švehla (Dukla Trenčín)           |
| 1993 | Miloš Holaň (HC Vítkovice)              |
| 1994 | Roman Turek HC České Budějovice)        |
| 1995 | Jaromír Jágr (Pittsburgh Penguins)      |
| 1996 | Jaromír Jágr (Pittsburgh Penguins       |
| 1997 | Dominik Hašek (Buffalo Sabres)          |
| 1998 | Dominik Hašek (Buffalo Sabres)          |
| 1999 | Jaromír Jágr (Pittsburgh Penguins)      |
| 2000 | Jaromír Jágr (Pittsburgh Penguins)      |
| 2001 | Jiří Dopita (HC Vsetín)                 |
| 2002 | Jaromír Jágr (Washington Capitals)      |
| 2003 | Milan Hejduk (Colorado Avalanche)       |
| 2004 | Robert Lang (Detroit Red Wings)         |
| 2005 | Jaromír Jágr (HC Kladno, Avangard Omsk) |
| 2006 | Jaromír Jágr (New York Rangers)         |
| 2007 | Jaromír Jágr (New York Rangers)         |
| 2008 | Jaromír Jágr (New York Rangers)         |
| 2009 | Patrik Eliáš (New Jersey Devils)        |
| 2010 | Tomáš Vokoun (Florida Panthers)         |
| 2011 | Jaromír Jágr (Avangard Omsk)            |
| 2012 | Patrik Eliáš (New Jersey Devils)        |
| 2013 | David Krejčí (Boston Bruins)            |
| 2014 | Jaromír Jágr (New Jersey Devils)        |
| 2015 | Jakub Voráček (Philadelphia Flyers)     |
| 2016 | Jaromír Jágr (Florida Panthers)         |
| 2017 | David Pastrňák (Boston Bruins)          |
| 2018 | David Pastrňák (Boston Bruins)          |
| 2019 | David Pastrňák (Boston Bruins)          |
| 2020 | David Pastrňák (Boston Bruins)          |
| 2021 | David Pastrňák (Boston Bruins)          |
| 2022 | Ondřej Palát (Tampa Bay Lightning)      |
| 2023 | David Pastrňák (Boston Bruins)          |